# Lobocleta perditaria
Lobocleta perditaria là một loài bướm đêm trong họ Geometridae.